# Ludvig Bergh

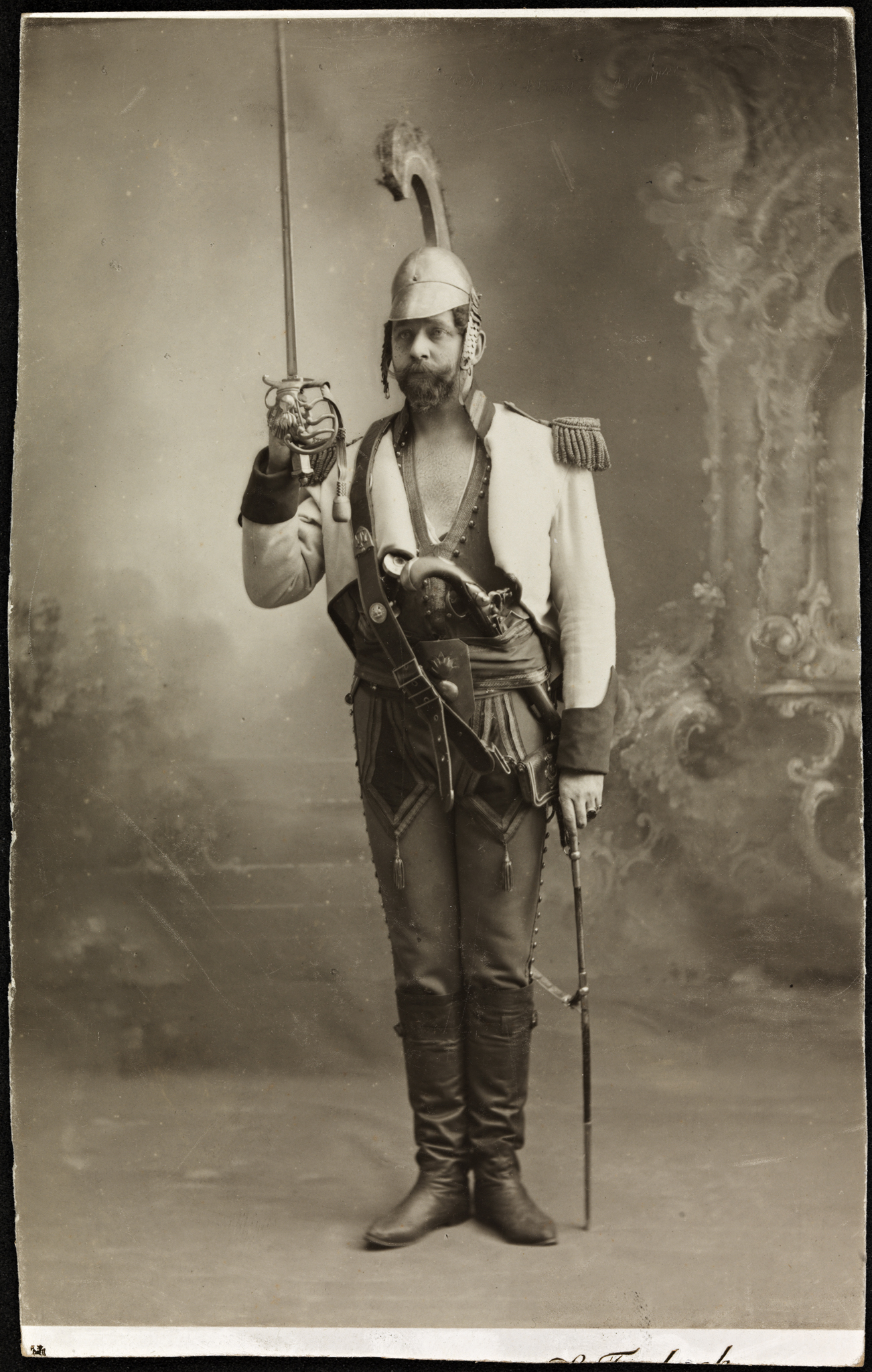
Ludvig Bergh.

Haakon Ludvig Bergh, född den 9 januari 1865 i Kristiania, död den 22 oktober 1924 i Bergen, var en norsk skådespelare och teaterledare, son till advokaten Johannes Bergh.
Bergh var först officer och sångare, men övergick senare till talscenen, och var från 1894 anställd vid Kristiania teater (det som senare blev Nationaltheatret), där genom sin kultiverade stil blev populär i roller med längre talpartier. Bland hans främsta roller märks Des Prunelles i Vi skiljas.
Bergh blev 1908 regissör vid och 1909 chef för Bergens nationella scen.